# Leptogaster carotenoides
Leptogaster carotenoides är en tvåvingeart som beskrevs av Tomasovic 1999. Leptogaster carotenoides ingår i släktet Leptogaster och familjen rovflugor. Inga underarter finns listade i Catalogue of Life.